# Darren Woods
Darren W. Woods, född 1964 eller 1965, är en amerikansk företagsledare.
Woods är styrelseordförande och vd för det multinationella petroleumbolaget Exxon Mobil Corporation sedan den 1 januari 2017 när han efterträdde Rex Tillerson som i sin tur hade blivit nominerad till att bli USA:s utrikesminister till den blivande amerikanska presidenten Donald Trump.

## Utbildning
Efter grundutbildningen studerade Woods vid Texas A&M University där han avlade en kandidatexamen i elektroteknik och en master of business administration vid Kellogg School of Management.

## Karriär
1992 började han arbeta inom Exxon Corporation som planeringsanalytiker för dotterbolaget Exxon Company International med placering i Florham Park i New Jersey. De efterföljande 22 åren klättrade han i hierarkin och arbetade både i USA och i utlandet för Exxon Mobil Refining & Supply Company och Exxon Mobil Chemical Company samt inom koncernens investerarrelationer. 2014 utsågs han som senior vicepresident för Exxon Mobil och fick en plats i koncernledningen. Den 1 januari 2016 blev han befordrad till att bli Exxon Mobils andre man när han utsågs till president för hela Exxon Mobil samt fick en ledamotplats i koncernstyrelsen, det var dock vida känt att Woods var redan handplockad som efterträdaren till den dåvarande styrelseordförande och vd:n Rex Tillerson när denne skulle gå i pension i mars 2017. Den 13 december 2016 meddelade den blivande amerikanska presidenten Donald Trump att han hade utsett Tillerson till att bli USA:s utrikesminister, Exxon Mobil meddelade dagen efter att man hade utsett Woods till att bli just efterträdaren till Tillerson och han övertog positionerna den 1 januari 2017.

## Utspel
Den 13 november 2024, en dryg vecka efter det amerikanska presidentvalet 2024, gick Woods ut i media och varnade Donald Trump och hans kommande kabinett för att låta USA lämna Parisavtalet. Han framhöll för New York Times att "det behövs ett globalt system för att hantera globala utsläpp". Han pekade också på problematiken med att det blir väldigt ryckigt, ineffektivt och osäkert att gå in och ut ur Parisavtalet.